# Buffy la Cazavampiros (película)
Buffy la Cazavampiros es una película de acción, comedia y terror sobre una animadora, Buffy, interpretada por Kristy Swanson, que se ve obligada a luchar contra los vampiros. La película es una parodia de las típicas películas de terror que juega con los clichés de este tipo de cine. Es también el origen de la serie de televisión Buffy la cazavampiros, de estilo y temática más oscura, interpretada por Sarah Michelle Gellar, que salva al mundo junto a su mejor amiga Willow Rosenberg (Alyson Hannigan), una bruja que ayuda a Buffy con su magia. Fue creada y producida por el guionista Joss Whedon. Whedon afirma que la serie de televisión estaba mucho más cerca a su visión de la historia que la película, que tenía más concesiones a lo comercial. La película está actualmente considerada como un capítulo relativamente menor dentro del legado de Buffy. Cuando la película fue estrenada, fue un éxito moderado y recibió críticas contrapuestas.

## Argumento
Buffy (Kristy Swanson) es una popular animadora del equipo de baloncesto del Hemery High School en Los Ángeles cuando es abordada por un hombre llamado Merrick Jamison-Smythe (Donald Sutherland), que la informa de que ella es la Cazadora, una joven elegida para tener habilidades especiales y destinada a luchar contra los vampiros. Ella admite que ha tenido sueños sobre Cazadoras anteriores y finalmente acepta lo que es. Junto a Pike (Luke Perry), un perdedor que se convierte en la "Dama en apuros", siendo rescatado por Buffy numerosas veces, y sobre el que siente cierta atracción sexual.
Después de un corto entrenamiento, entra en conflicto con un Rey Vampiro local llamado Lothos (Rutger Hauer), quien ha asesinado a numerosas Cazadoras anteriores, y que poco después mata a Merrick. En la batalla final, durante el baile de graduación, Buffy derrota al vampiro y a sus seguidores, gracias a ser fiel a sí misma e ignorar las convenciones y limitaciones de sus predecesoras. Esta es una temprana versión de la alegoría al poder femenino que se detallará en la posterior versión televisiva de Buffy.

## Intérpretes
- Kristy Swanson como Buffy.
- Donald Sutherland como Merrick Jamison-Smythe.
- Paul Reubens como Amilyn.
- Rutger Hauer como Lothos.
- Luke Perry como Oliver Pike.
- Hilary Swank como Kimberly Hannah.
- David Arquette como Benny Jacks.
- Stephen Root como Gary Murray.
- Natasha Gregson Wagner como Cassandra.
- Tom Jane como Zeph.
- Candy Clark como Mrs. Summers.
- Sasha Jenson como Grueller.
- Ben Affleck (sin acreditar) como Basketball Player #10.
- Ricki Lake (sin acreditar) como Charlotte.

## Continuidad
Muchos de los detalles dados en la película difieren del canon que luego se establecerá en el Buffyverso que surge con la posterior serie televisiva. Por ejemplo, la historia de Buffy es distinta y tanto las habilidades de los vampiros como las de la propia Buffy. Joss Whedon manifestó sus desaprobación a muchos de los detalles de la película, afirmando:

I finally sat down and had written it and somebody had made it into a movie, and I felt like -- well, that's not quite her. It's a start, but it's not quite the girl (Finalmente me había sentado y la había escrito y alguien había hecho la película, y sentí como -- bueno, no es realmente ella. Es un comienzo, pero no es verdaderamente el personaje).

## La película en VHS y DVD
La película fue estrenada en VHS en Estados Unidos en 1993 a través de 20th Century Fox y reestrenada en 1995 bajo el sello de "20th Century Fox Selections". La película fue estrenada en DVD en los Estados Unidos en 2001.

## Banda sonora
La banda sonora fue estrenada el 28 de julio de 1992.